# Distrito de Nancy
El distrito de Nancy es un distrito (en francés arrondissement) de Francia, que se localiza en el departamento de Meurthe y Mosela (en francés Meurthe-et-Moselle), de la región de Lorena. Cuenta con 20 cantones y 188 comunas.

## División territorial

### Cantones
Los cantones del distrito de Nancy son:
1. Cantón de Dieulouard
2. Cantón de Haroué
3. Cantón de Jarville-la-Malgrange
4. Cantón de Laxou
5. Cantón de Malzéville
6. Cantón de Nancy-Est
7. Cantón de Nancy-Nord
8. Cantón de Nancy-Ouest
9. Cantón de Nancy-Sud
10. Cantón de Neuves-Maisons
11. Cantón de Nomeny
12. Cantón de Pompey
13. Cantón de Pont-à-Mousson
14. Cantón de Saint-Max
15. Cantón de Saint-Nicolas-de-Port
16. Cantón de Seichamps
17. Cantón de Tomblaine
18. Cantón de Vandoeuvre-lès-Nancy-Est
19. Cantón de Vandoeuvre-lès-Nancy-Ouest
20. Cantón de Vézelise

### Comunas
| 1. Abaucourt (54001)                   | 2. Affracourt (54005)                | 3. Agincourt (54006)                  | 4. Amance (54012)                     |
| 5. Armaucourt (54021)                  | 6. Arraye-et-Han (54024)             | 7. Art-sur-Meurthe (54025)            | 8. Atton (54027)                      |
| 9. Autreville-sur-Moselle (54031)      | 10. Autrey (54032)                   | 11. Azelot (54037)                    | 12. Bainville-aux-Miroirs (54042)     |
| 13. Bainville-sur-Madon (54043)        | 14. Belleau (54059)                  | 15. Belleville (54060)                | 16. Benney (54062)                    |
| 17. Bey-sur-Seille (54070)             | 18. Bezaumont (54072)                | 19. Blénod-lès-Pont-à-Mousson (54079) | 20. Bouxières-aux-Chênes (54089)      |
| 21. Bouxières-aux-Dames (54090)        | 22. Bouxières-sous-Froidmont (54091) | 23. Bouzanville (54092)               | 24. Bralleville (54094)               |
| 25. Bratte (54095)                     | 26. Brin-sur-Seille (54100)          | 27. Buissoncourt (54104)              | 28. Burthecourt-aux-Chênes (54108)    |
| 29. Ceintrey (54109)                   | 30. Cerville (54110)                 | 31. Chaligny (54111)                  | 32. Champenoux (54113)                |
| 33. Champey-sur-Moselle (54114)        | 34. Champigneulles (54115)           | 35. Chaouilley (54117)                | 36. Chavigny (54123)                  |
| 37. Chenicourt (54126)                 | 38. Clémery (54131)                  | 39. Clérey-sur-Brenon (54132)         | 40. Coyviller (54141)                 |
| 41. Crantenoy (54142)                  | 42. Crévéchamps (54144)              | 43. Custines (54150)                  | 44. Diarville (54156)                 |
| 45. Dieulouard (54157)                 | 46. Dombasle-sur-Meurthe (54159)     | 47. Dommarie-Eulmont (54164)          | 48. Dommartemont (54165)              |
| 49. Dommartin-sous-Amance (54168)      | 50. Erbéviller-sur-Amezule (54180)   | 51. Essey-lès-Nancy (54184)           | 52. Eulmont (54186)                   |
| 53. Faulx (54188)                      | 54. Ferrières (54192)                | 55. Fey-en-Haye (54193)               | 56. Flavigny-sur-Moselle (54196)      |
| 57. Fléville-devant-Nancy (54197)      | 58. Forcelles-Saint-Gorgon (54203)   | 59. Forcelles-sous-Gugney (54204)     | 60. Fraisnes-en-Saintois (54207)      |
| 61. Frolois (54214)                    | 62. Frouard (54215)                  | 63. Gellenoncourt (54219)             | 64. Gerbécourt-et-Haplemont (54221)   |
| 65. Germonville (54224)                | 66. Goviller (54235)                 | 67. Gripport (54238)                  | 68. Gugney (54241)                    |
| 69. Hammeville (54247)                 | 70. Haraucourt (54250)               | 71. Haroué (54252)                    | 72. Heillecourt (54257)               |
| 73. Houdelmont (54264)                 | 74. Houdemont (54265)                | 75. Houdreville (54266)               | 76. Housséville (54268)               |
| 77. Jarville-la-Malgrange (54274)      | 78. Jeandelaincourt (54276)          | 79. Jevoncourt (54278)                | 80. Jezainville (54279)               |
| 81. Laloeuf (54291)                    | 82. Landremont (54294)               | 83. Laneuvelotte (54296)              | 84. Laneuveville-devant-Bayon (54299) |
| 85. Laneuveville-devant-Nancy (54300)  | 86. Lanfroicourt (54301)             | 87. Laxou (54304)                     | 88. Lay-Saint-Christophe (54305)      |
| 89. Laître-sous-Amance (54289)         | 90. Lebeuville (54307)               | 91. Lemainville (54309)               | 92. Leménil-Mitry (54310)             |
| 93. Lenoncourt (54311)                 | 94. Lesménils (54312)                | 95. Leyr (54315)                      | 96. Loisy (54320)                     |
| 97. Ludres (54328)                     | 98. Lupcourt (54330)                 | 99. Létricourt (54313)                | 100. Maidières (54332)                |
| 101. Mailly-sur-Seille (54333)         | 102. Maizières (54336)               | 103. Malleloy (54338)                 | 104. Malzéville (54339)               |
| 105. Mangonville (54344)               | 106. Manoncourt-en-Vermois (54345)   | 107. Marbache (54351)                 | 108. Marón (54352)                    |
| 109. Marthemont (54354)                | 110. Maxéville (54357)               | 111. Mazerulles (54358)               | 112. Messein (54366)                  |
| 113. Millery (54369)                   | 114. Moivrons (54372)                | 115. Moncel-sur-Seille (54374)        | 116. Montauville (54375)              |
| 117. Montenoy (54376)                  | 118. Morville-sur-Seille (54387)     | 119. Mousson (54390)                  | 120. Méréville (54364)                |
| 121. Nancy (54395)                     | 122. Neuves-Maisons (54397)          | 123. Neuviller-sur-Moselle (54399)    | 124. Nomeny (54400)                   |
| 125. Norroy-lès-Pont-à-Mousson (54403) | 126. Ognéville (54407)               | 127. Omelmont (54409)                 | 128. Ormes-et-Ville (54411)           |
| 129. Pagny-sur-Moselle (54415)         | 130. Parey-Saint-Césaire (54417)     | 131. Phlin (54424)                    | 132. Pierreville (54429)              |
| 133. Pompey (54430)                    | 134. Pont-Saint-Vincent (54432)      | 135. Pont-à-Mousson (54431)           | 136. Port-sur-Seille (54433)          |
| 137. Praye (54434)                     | 138. Prény (54435)                   | 139. Pulligny (54437)                 | 140. Pulnoy (54439)                   |
| 141. Quevilloncourt (54442)            | 142. Raucourt (54444)                | 143. Richardménil (54459)             | 144. Rosières-aux-Salines (54462)     |
| 145. Rouves (54464)                    | 146. Roville-devant-Bayon (54465)    | 147. Réméréville (54456)              | 148. Saffais (54468)                  |
| 149. Saint-Firmin (54473)              | 150. Saint-Max (54482)               | 151. Saint-Nicolas-de-Port (54483)    | 152. Saint-Remimont (54486)           |
| 153. Sainte-Geneviève (54474)          | 154. Saizerais (54490)               | 155. Saulxures-lès-Nancy (54495)      | 156. Saxon-Sion (54497)               |
| 157. Seichamps (54498)                 | 158. Sivry (54508)                   | 159. Sornéville (54510)               | 160. Tantonville (54513)              |
| 161. They-sous-Vaudemont (54516)       | 162. Thorey-Lyautey (54522)          | 163. Thélod (54515)                   | 164. Thézey-Saint-Martin (54517)      |
| 165. Tomblaine (54526)                 | 166. Tonnoy (54527)                  | 167. Vandières (54546)                | 168. Vandoeuvre-lès-Nancy (54547)     |
| 169. Varangéville (54549)              | 170. Vaudeville (54553)              | 171. Vaudigny (54554)                 | 172. Vaudémont (54552)                |
| 173. Velaine-sous-Amance (54558)       | 174. Ville-au-Val (54569)            | 175. Ville-en-Vermois (54571)         | 176. Villers-lès-Moivrons (54577)     |
| 177. Villers-lès-Nancy (54578)         | 178. Villers-sous-Prény (54579)      | 179. Viterne (54586)                  | 180. Vitrey (54587)                   |
| 181. Vittonville (54589)               | 182. Voinémont (54591)               | 183. Vroncourt (54592)                | 184. Vézelise (54563)                 |
| 185. Xeuilley (54596)                  | 186. Xirocourt (54597)               | 187. Éply (54179)                     | 188. Étreval (54185)                  |